# Molophilus (Molophilus) arapahoensis
Molophilus (Molophilus) arapahoensis is een tweevleugelige uit de familie steltmuggen (Limoniidae). De soort komt voor in het Nearctisch gebied.